# Acalolepta kaszabi
Acalolepta kaszabi är en skalbaggsart som först beskrevs av Stefan von Breuning 1953.  Acalolepta kaszabi ingår i släktet Acalolepta och familjen långhorningar. Inga underarter finns listade i Catalogue of Life.